# Nylon (periodico)
Nylon è una rivista mensile statunitense.
Fondata nel 1999, nell'ambito dei Webby Award è stata onorata nella categoria Magazine del 2008.